# Menhir de Painchaud
Le menhir de Painchaud est un menhir situé sur la commune du Genest Saint-Isle, dans le département français de la Mayenne.

## Localisation
Le menhir est situé à l'est de la commune du Genest-Saint-Isle, en limite de la commune de Saint-Berthevin, au milieu d'un champ sis au lieu-dit Painchaud.

## Accès
L'accès au menhir est assez difficile, celui-ci étant en étau entre le Vicoin au sud et la ligne de Paris-Montparnasse à Brest au nord. 
Pour y parvenir, il faut descendre un chemin creux dont l'entrée est située à quelques centaines de mètres à l'ouest de la ferme des Hautes Coquelinières, sur la commune de Saint-Berthevin (accessible par la route départementale 576). Le sentier rejoint un chemin en terre, qui traverse le Vicoin par un pont muletier débouchant sur un champ. Il faut ensuite longer le Vicoin vers l'ouest en passant sous l'estacade du Vicoin (LGV Bretagne-Pays de la Loire), pour ensuite rejoindre le champ dans lequel est implanté le menhir.

## Description
Le menhir mesure environ 1,70 m de hauteur.

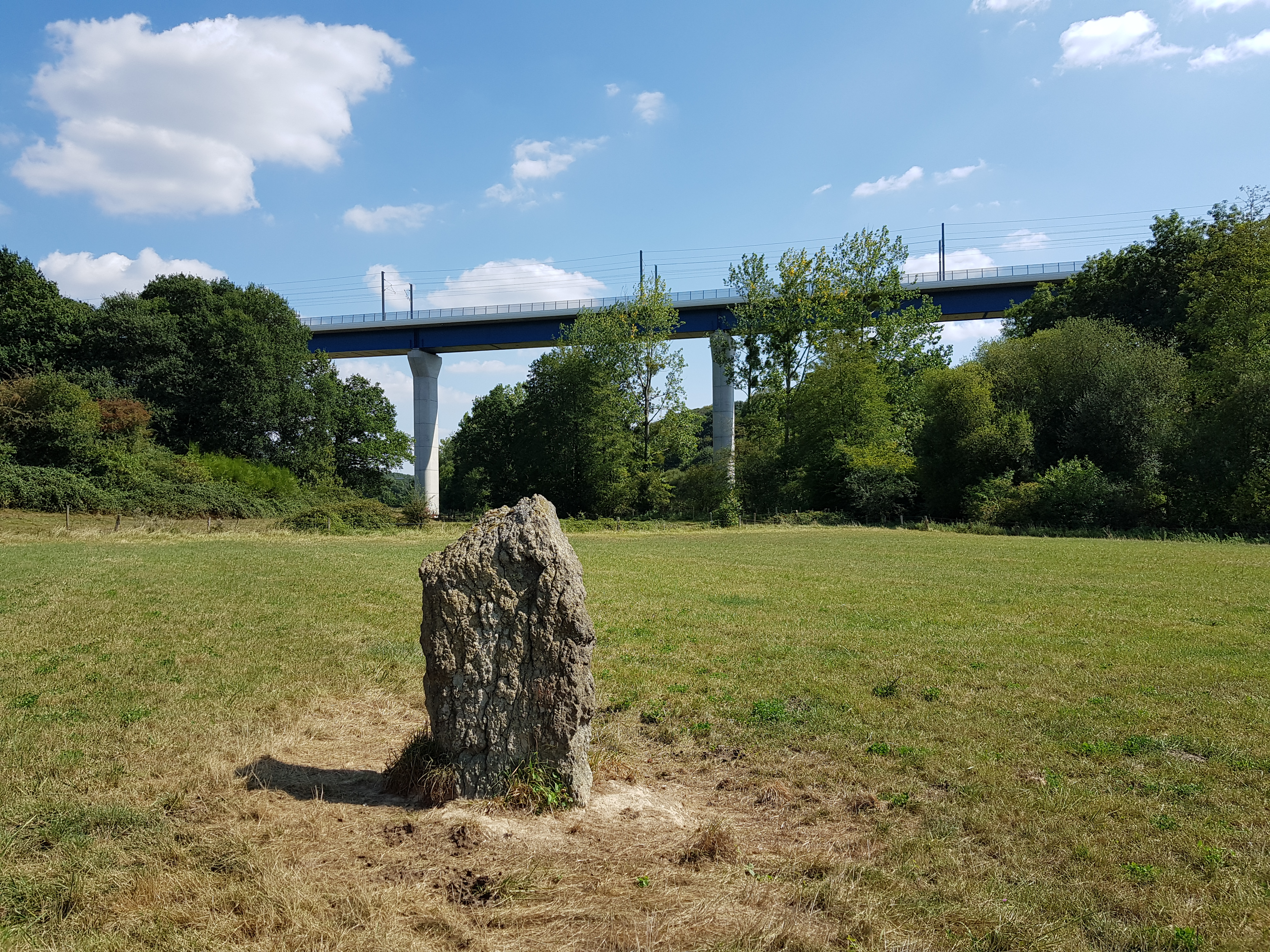
Le menhir devant la LGV Bretagne-Pays de la Loire.
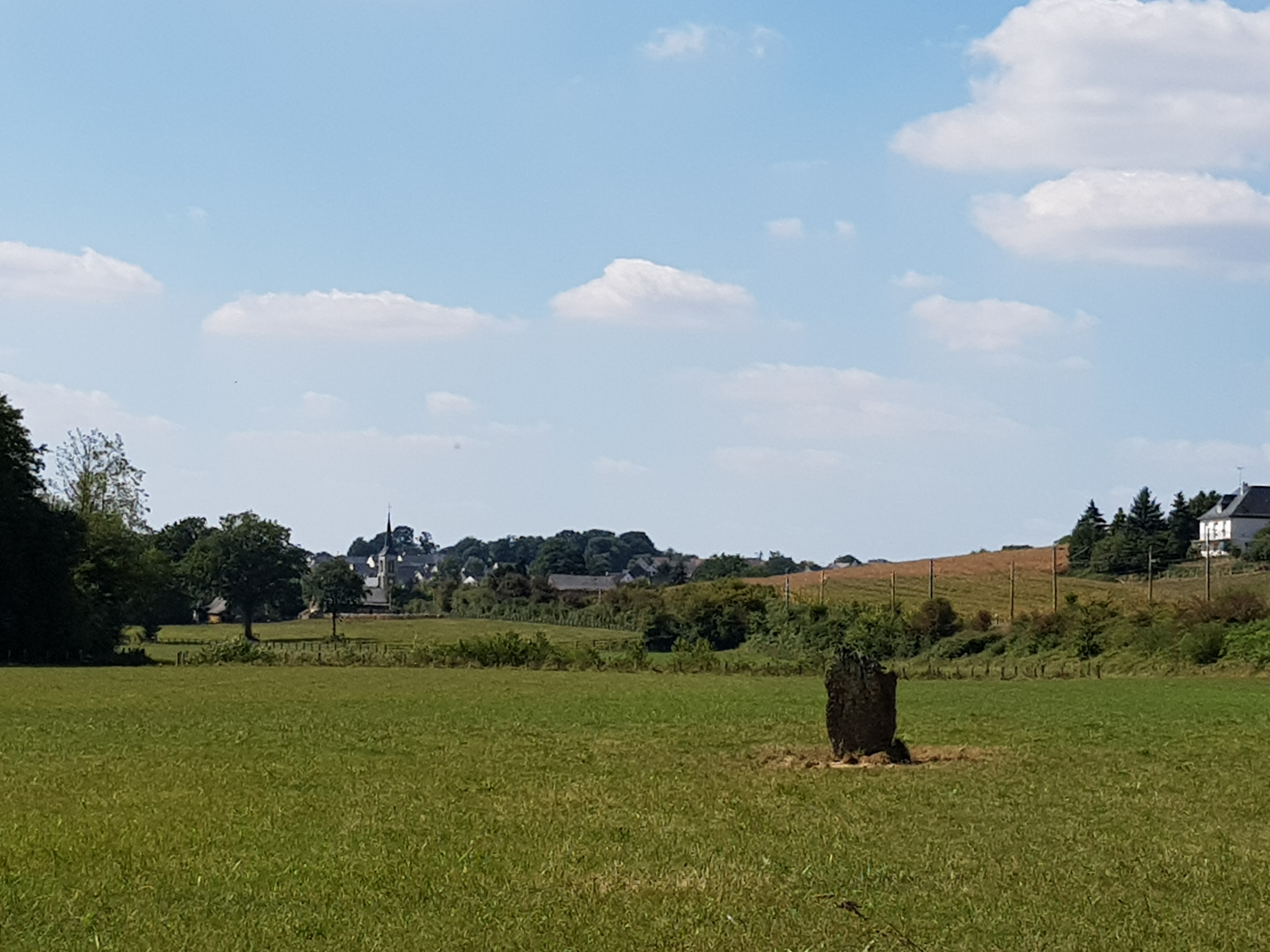
Le menhir avec le bourg du Genest en arrière-plan.